# Nick van der Meer (cyclisme)
Nick van der Meer (né le 25 juillet 1993 à Honselersdijk) est un coureur cycliste néerlandais.

## Palmarès
- 2018
  - Ronde van Kruiningen
- 2019
  - Ronde van Kruiningen
- 2021
  - Kortemark Koerse
  - 3e étape de l'Okolo Jižních Čech
  - 2e de l'Okolo Jižních Čech

## Classements mondiaux
| Année           | 2017   | 2018 | 2019   |
| --------------- | ------ | ---- | ------ |
| UCI Europe Tour | 1 029e |      | 1 177e |